# Ammodytoides
Ammodytoides és un gènere de peixos pertanyent a la família dels ammodítids.

## Descripció
- Cos molt allargat i esvelt, moderadament comprimit, afuat en ambdós extrems i blanquinós.
- Cap punxegut.
- Ulls grossos.
- Boca obliqua.
- Mandíbula inferior sortint.
- Mandíbules sense dents.
- 21-25 radis a l'aleta anal.
- Absència d'aletes pèlviques.
- Aleta caudal força bifurcada.

## Taxonomia
- Ammodytoides gilli (Bean, 1895)[2]
- Ammodytoides idai (Randall & Earle, 2008)[3]
- Ammodytoides kimurai (Ida & Randall, 1993)[4]
- Ammodytoides leptus (Collette & Randall, 2000)[5]
- Ammodytoides praematura (Randall & Earle, 2008)[3]
- Ammodytoides pylei (Randall, Ida & Earle, 1994)[6]
- Ammodytoides renniei (Smith, 1957)[7]
- Ammodytoides vagus (McCulloch & Waite, 1916)[8]
- Ammodytoides xanthops (Randall & Heemstra, 2008)[9][10][11][12][13][14]